# Peter Beales
Peter Leslie Beales MBE (22 de julio de 1936 en Norfolk, Reino Unido – 26 de enero de 2013, ibíd.) fue un escritor, comentarista, rosalista inglés.
Beales fue considerado uno de los principales expertos en rosaledas, especialmente en las especies y rosales clásicos, preservando muchas variedades antiguas y con la introducción de 70 nuevos cultivares durante su vida. Desempeñó el cargo de Presidente de la Royal National Rose Society desde 2003 hasta 2005.
Hablando de su contribución en las Noticias de la BBC Alan Titchmarsh dijo: "Fueron las rosas clásicas y antiguas rosas que Peter más amaba así como por el cultivo de estas y el ponerlas a disposición de un mayor número de jardineros, la enorme obra que en realidad ha incrementado nuestro patrimonio del cultivo de las rosas".

## Juventud y carrera
Peter nació en Norfolk el 22 de julio de 1936. Estudió en el "Norwich City College" y realizó sus prácticas con "LeGrice Roses" en North Walsham antes de incorporarse al "National Service" « "Conscription in the United Kingdom"», tiempo durante el cual conoció a su esposa Joan. Peter trabajó entonces como administrador en los viveros "Hillings Rose Nursery" en Surrey, bajo la dirección del legendario rosalista Graham Stuart Thomas. Sucedió a Thomas como capataz de rosas.

## Establecimiento del vivero de rosas

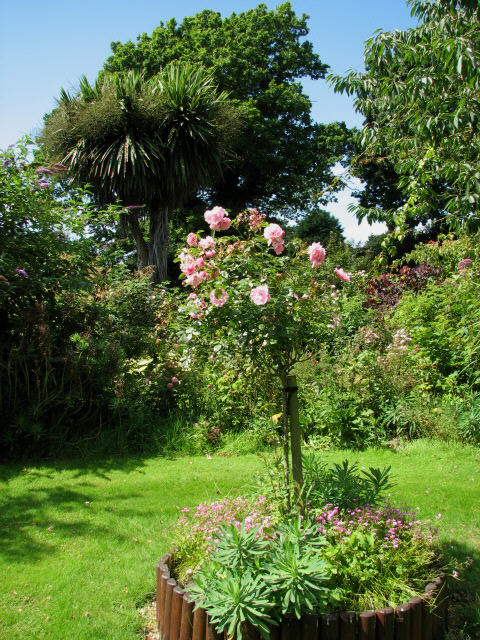
La rosaleda del vivero de Peter Beales en Attleborough alberga más de 1.200 variedades de rosas (Evelyn Simak, geograph.org.uk)

En 1968, Peter Beales comenzó como empresario con el "Peter Beales Roses Ltd." – inicialmente en Swardeston, Norfolk, antes de trasladarse a la ciudad comercial de Attleborough. La pasión de Beales por las razas salvajes y clásicas de rosas, muchas de los cuales salvó de la extinción por la recolección y su cultivo.
Con el tiempo, el vivero de gestión familiar, creció hasta convertirse en un importante centro especializado, en el cultivo y venta al por menor de más de 1.200 variedades diferentes de rosas. Los Viveros Beales cuenta con más de 100 tipos de rosas silvestres, reconocidas por la Royal Horticultural Society (RHS) como la más extensa colección de su tipo en Gran Bretaña. Los Viveros Beales también tiene la "National Collection" de Rosa Spp (especies de rosas). « "Peter Beales Roses"» ha criado y ha introducido más de 70 variedades de rosas. La empresa creó una completa página en internet de comercio electrónico en 1997.

## Participación en la industria y galardones
Peter Beales comenzó a participar en los concursos de rosas en el Chelsea Flower Show en 1971 y recibió 19 medallas de oro durante su carrera. También recibió la "Lawrence Medal" en 1997 y 2007 para la mejor exhibición en cualquier exposición RHS.
La RHS galardonó a Peter Beales con la Victoria Medal of Honour, el premio culminante de la sociedad, en 2003 por su trabajo en la promoción de la jardinería y del cultivo de las rosas.

## Carrera como escritor y comentarista
Las primeras publicaciones de Peter Beales eran folletos para una serie de rosas Jarrolds en la década de 1970. Su primera mayor publicación fue el libro Classic Roses en 1985. Siguieron otros títulos, incluyendo Twentieth-Century Roses en 1988, Roses en 1992, Visions of Roses en 1996, New Classic Roses en 1997, y A Passion for Roses en 2004. Ha dado conferencias en todo el mundo sobre el tema y recibió un galardón « "Lifetime Achievement Award"» del "Garden Media Guild" en 2009.
Beales fue designado MBE en 2005. Tres años más tarde, publicó un autobiografía, Rose Petals and Muddy Footprints. En 2012, Peter Beales Roses introduce la rosa 'Queen's Jubilee' en el "Chelsea Flower Show". Peter Beales murió el 26 de enero de 2013 a la edad de 76. El vivero que comenzó continúa siendo una empresa familiar - su hijo Richard es director gerente y su hija Amanda es director comercial.

## Galería de imágenes

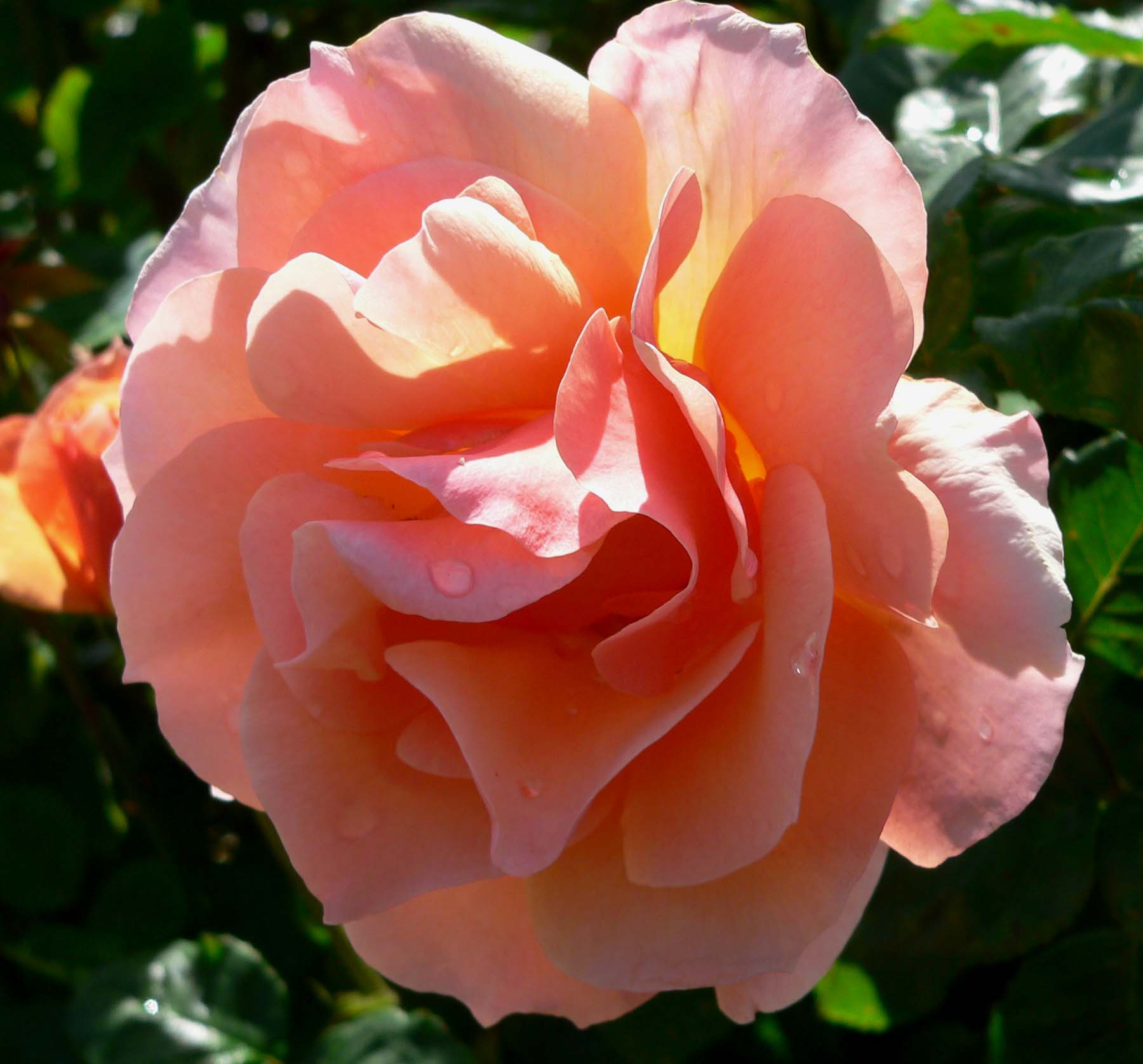
'Norwich Castle' Beales 1979.
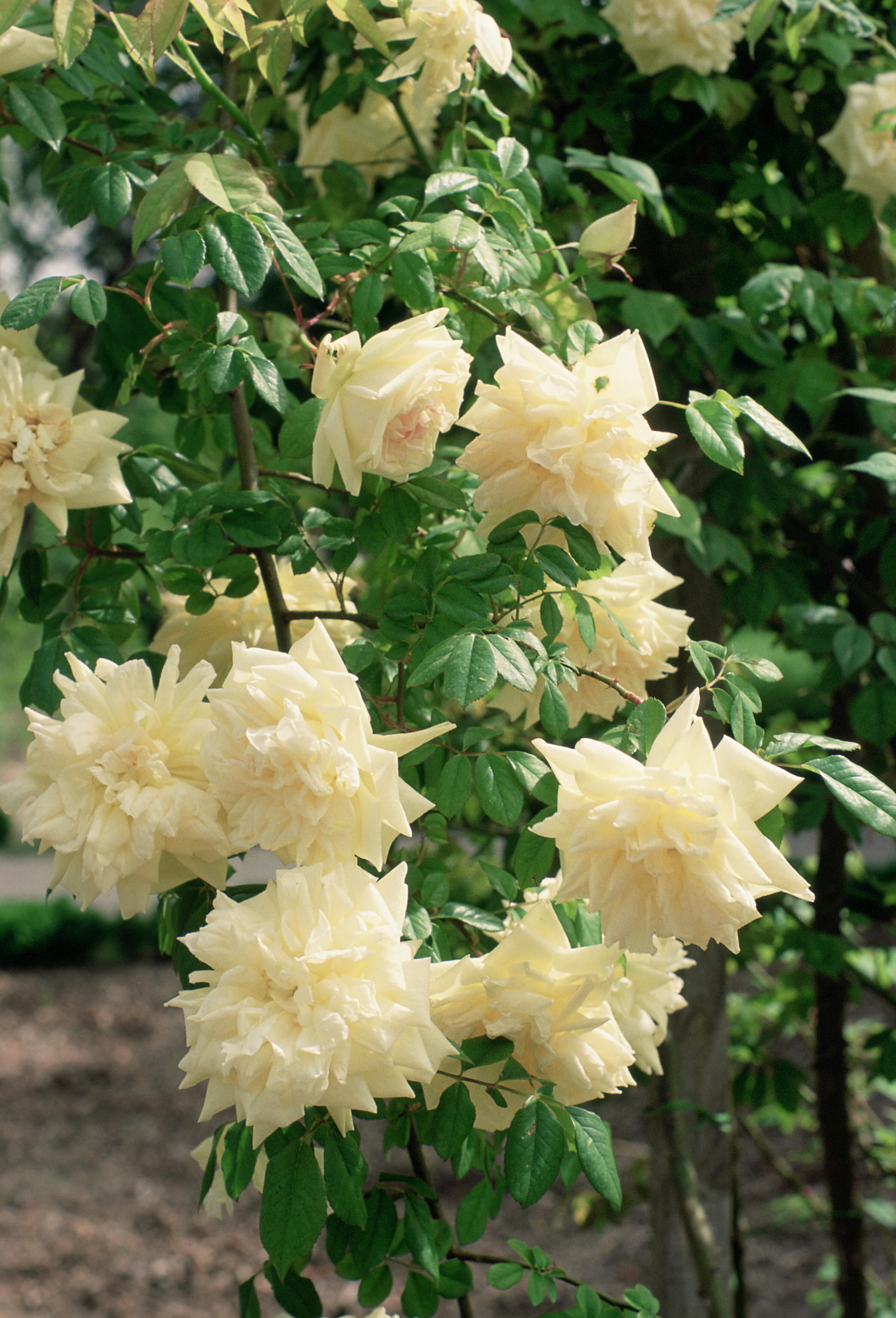
'Parks' Yellow Tea-scented China' introducida por Beales 1980.
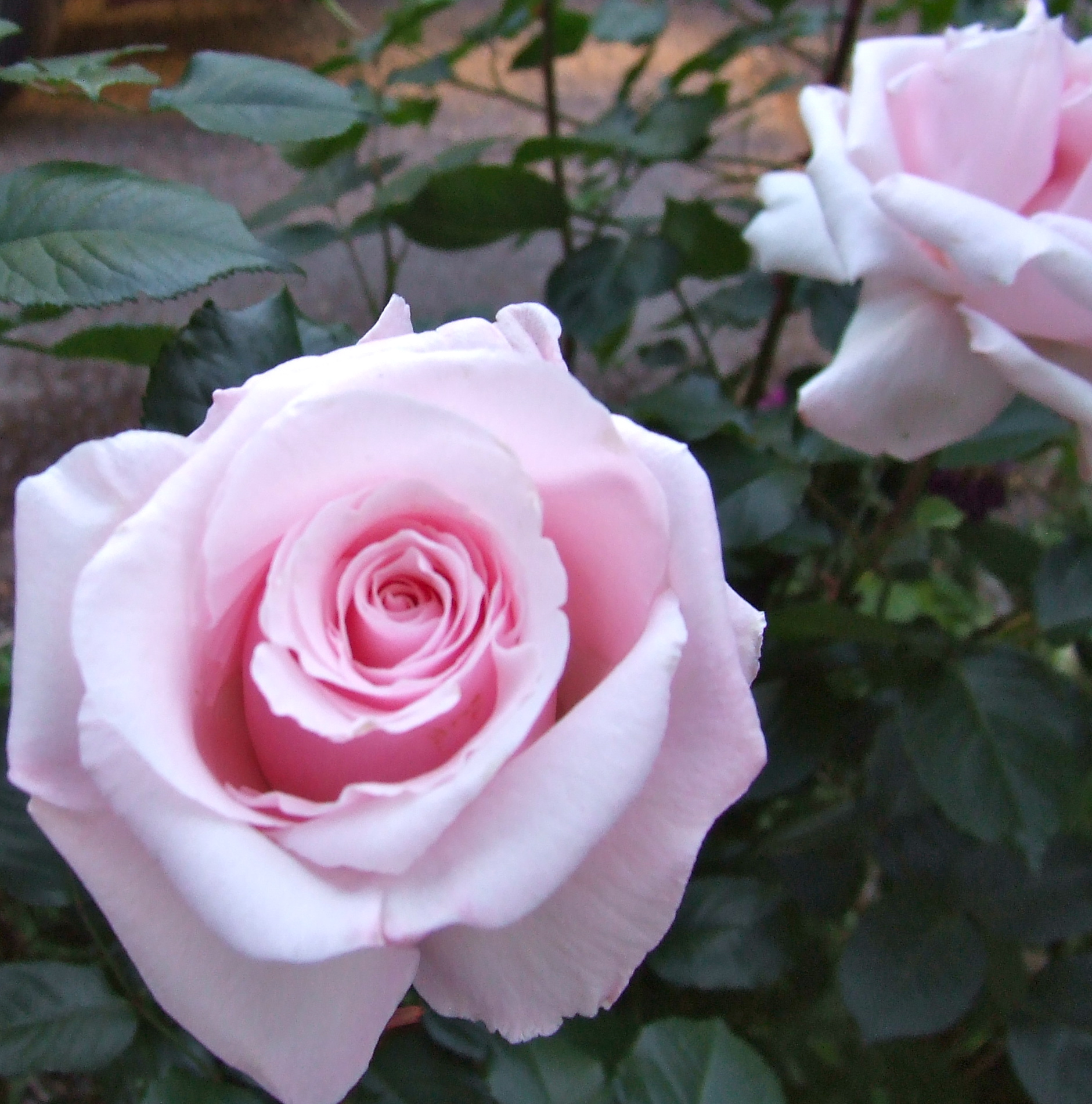
'Anna Pavlova' Beales 1981. Uno de los 70 cultivares de rosa conseguidos por Peter Beales.